# Sebaea zeyheri
Sebaea zeyheri är en gentianaväxtart. Sebaea zeyheri ingår i släktet Sebaea och familjen gentianaväxter.

## Underarter
Arten delas in i följande underarter:
- S. z. acutiloba
- S. z. cleistantha
- S. z. zeyheri